# Piper graveolens
Piper graveolens är en pepparväxtart som beskrevs av C. Dc.. Piper graveolens ingår i släktet Piper och familjen pepparväxter. Inga underarter finns listade i Catalogue of Life.